# Ellen von Unwerth
Ellen von Unwerth (Frankfurt del Main, 1954) és una fotògrafa i directora alemanya, especialitzada en erotisme femení. Va treballar com a model durant deu anys abans de dedicar-se a la fotografia de moda, publicitària i editorial.
Es va fer famosa per les seves fotografies de Claudia Schiffer. El seu treball ha estat publicat en les principals revistes, com ara Vogue, Vanity Fair, Interview, The Face, Arena, Twill, L'Uomo Vogue i I-D, i també ha publicat diversos llibres de fotografia. Va guanyar el primer premi al Festival Internacional de Fotografia de Moda el 1991.
Va realitzar fotografia promocional per Duran Duran entre els anys 1994 i 1997, i va fer algunes fotografies per al seu àlbum de 1990 Liberty i el seu àlbum de 1997 Medazzaland. El seu treball apareix en altres portades de discos: Pop Life de Bananarama (1991), Am I the Kinda Girl? de Cathy Dennis (1996), The Velvet Rope de Janet Jackson (1997), Saints & Sinners d'All Saints (2000), Life for Rent de Dido (2003), Blackout de Britney Spears (2007), Back To Basics (2006) i Keeps Gettin' Better: A Decade of Hits (2008) de Christina Aguilera i Rated R i Talk That Talk de Rihanna.
També ha dirigit curtmetratges per a dissenyadors de moda, vídeos musicals per a artistes de música pop, anuncis publicitaris i pel·lícules web per a marques com Revlon, Clinique o Equinox.

## Llibres
- Snaps, 1994. ISBN 0-944092-29-2.
- Wicked, 1999. ISBN 3-88814-899-5.
- Couples, 1998. ISBN 3-8238-0367-0.
- Revenge, 2003. ISBN 1-931885-14-1.
- Omahyra & Boyd, 2005. ISBN 2-914171-20-X.
- Plumes et Dentelles, 2005. ISBN 2-84114-772-X.
- Fräulein, 2009. ISBN 978-3-8365-1477-4.
- Fräulein, 2011. ISBN 978-3-8365-2808-5.
- The Story Of Olga, 2012. ISBN 3-8365-3980-2.

## Pel·lícules
- I create myself
- Naomi
- Wendybird

## Fotografia editorial
- Lady Chatterley a MIXTE Magazine (2006)[1]
- Christina Aguilera a Cosmopolitan (2010)
- Eva Riccobono a Vogue Alemania (2003)
- Ann Ward a Vogue Italia (2011)
- Housework: A Living Death a Twill (2004)
- Girls at Play a Twill (2005)
- Christina Aguilera a Out (2010)
- Christina Aguilera a Latina (2010)
- Janet Jackson, per la promoció de l'àlbum The Velvet Rope (1997)
- Christina Aguilera, per la promoció de l'àlbum "Back To Basics" (2006)
- Fergie, per la promoció de l'àlbum The Dutchess (2006)
- Britney Spears per la promoció de l'àlbum Blackout Album Promoshoot (2007)
- Christina Aguilera per la promoció de l'àlbum Keeps Gettin' Better: A Decade of Hits (2008)
- Rihanna per la promoció de l'àlbum Rated R (2009)
- Emma Watson para Touchpuppet
- Beyoncé per la promoció de l'àlbum 4 (2011)
- Rihanna per la promoció de l'àlbum Talk That Talk (2011)
- Ashley Smith per Galore Mag (2012)[2]

## Vídeos musicals
- "Fragment One-And I Kept Hearing" – Kenneth Bager (2010)
- "I Got Trouble" – Christina Aguilera (2007)
- "Bring It On" – N'Dea Davenport (1998)
- "Electric Barbarella" – Duran Duran (1997)
- "Ain't Nuthin' But a She Thang" – Salt-N-Pepa (1995)
- "Are 'Friends' Electric?" – Nancy Boy (1995)
- "Femme Fatale" – Duran Duran (1993)
- "I Will Catch You" – Nokko (1993)
- "Year of 4" - Beyoncé (2011)